# Hiérothée II d'Alexandrie
Pour les articles homonymes, voir Hiérothée.
Hiérothée II d'Alexandrie (né à Sifnos, mort le 1er janvier 1858) est pape et patriarche orthodoxe d'Alexandrie et de toute l'Afrique du 2 mai 1847 au 13 janvier 1858.